# Contrat pluriannuel d'objectifs et de moyens
Le contrat pluriannuel d'objectifs et de moyens (CPOM) est, en droit français, le contrat par lequel un organisme gestionnaire d'établissements ou services sociaux ou médico-sociaux s'engage auprès d'une autorité de tarification sur une période pluriannuelle pour, en fonction des objectifs d'activité poursuivis par ses établissements, bénéficier d'allocations budgétaires correspondantes.

## Régime juridique
Le régime juridique du CPOM est défini à l'article L. 313-11 du Code de l'action sociale et des familles (CASF).
Aux termes mêmes de ce texte, la contractualisation par le recours aux CPOM ne peut concerner que des établissements ou services sociaux ou médico-sociaux au sens du I de l'article L. 312-1 du CASF.
La conclusion d'un CPOM n'est pas obligatoire, elle est optionnelle.
Des CPOM sont susceptibles d'être conclus pour tout type d'établissement, y compris les Ehpad.